# 橘未憂
橘 未憂（たちばな みゆう、1985年5月1日 - ）は大阪府出身の元グラビアアイドル。アヴィラに所属していたが現在は不明。

## 人物
- スカウトされ、2008年11月に芸能界入り。
- 趣味は腹筋、コリラックマ集め。特技は柔道、書道（4段）。
- 4人兄妹の末っ子であり、2人の兄と1人の姉がいる。
- 2012年10月12日の撮影会がアヴィラでの最後の仕事となったと話している[3][4]。

## エピソード
- 2009年2月1日に行われたファーストDVD発売イベントでは、秋葉原アイドルイベントの名物司会・村山ひとしによって散々いじり倒されるものの、村山の趣味の世界の無茶ぶりの全てに健気に応え、人柄の良さを窺わせた。
- 同日のファーストDVD発売イベント・2会場目では、親友と実兄が応援に訪れ、会場中を感動の渦に巻き込み大成功を収める。
- 同じくファーストDVD発売イベント・2会場目では、チェキ争奪ジャンケン大会に実兄が勝ち残るものの、やり直しを命じるというハプニングも発生し、会場中から拍手が沸き起こった。
- あっ!とおどろく放送局で毎週金曜生放送中の「みんなの願いを叶えたい!」で雛田みかとコンビを組む様になってから、「ひなみゅうず」と言うコンビ名が付いた。

## 出演

### 地上波番組
レギュラー
- おとなのびっくりクリニック2（2010年1月 - 4月、日本海テレビ） レギュラー・くりクリガール

ゲスト他
- 『ぷっ』すま（2009年7月7日、テレビ朝日系）THE・体感チャレンジクイズコーナー・ゲスト
- 新型学問 はまる!ツボ学（2010年12月8日、日本テレビ系）レポーター 役
- 2010年旅の総決算! クチコミ&人気ランキング（2010年12月27日、テレビ東京系）レポーター 役

### CS番組
レギュラー
- サイトセブンTV（スカイパーフェクTV!777ch.）

### インターネット放送
- あっ!とおどろく放送局 〔特別番組〕あっ!と生忘年会2009（2009年12月22日）

レギュラー
- あっ!とおどろく放送局　みんなの願いを叶えたい! 金曜（2009年3月20日 - ） MC
- あっ!とおどろく放送局　折原みかのアバンギャル道準レギュラー
- あっ!とおどろく放送局　山口愛実のお天気予報準レギュラー

### その他
- ダイコク電機遊技機用情報端末 BiGMOガール

## 作品

### デジタル写真集
- 橘未憂（2009年3月31日、デジタル出版）
- 橘未憂2（2009年3月31日、デジタル出版）

### DVD
- MIYUじあむ~みゆうの博覧会~（2009年1月22日、トリコ）[5]
- ラブ＊ホテル7（2010年2月27日、マックス）
- MAX（2011年5月19日、トリコ）